# Blas Durán
Blas Durán (Nagua; 3 de febrero de 1941-Santo Domingo Este; 28 de marzo de 2023) fue un bachatero y merenguero dominicano, muy popular en las década de los 80 y parte de los 90 con su agrupación Blas Durán y sus Peluches. Popularizó canciones como «Tiene mucho tó», «La arepa», «Consejo a las mujeres», «El palito», «El gago», entre otros.
La música de Durán fue muy criticada y censurada en la República Dominicana debido a la alta carga de alusión sexual y picaresca, pero aunque tuvo escasa presencia en la radio dominicana, tuvo mucha aceptación popular por su sentido cómico y alegre (muy típico del dominicano), y la calidad de sus presentaciones en vivo. Basado en el uso del "doble sentido", Durán se cuidó de no caer en lo inaceptablemente vulgar, yendo sus letras de lo cómico y picaresco a lo romántico.

## Primeros años
Durán nació en Las Colmenas, sección del Municipio de Nagua, en la Provincia de María Trinidad Sánchez, el 3 de septiembre de 1941. Es el menor y único varón de los ocho hijos de Emiliano Durán y Ana Rita Paredes. Aprende sus primeras instrucciones docentes en la escuela La Colmena del mismo municipio.
Después de los 12 años de edad, sale de su pueblo natal rumbo a la capital y de inmediato se pone a trabajar como despachador en una estación de combustible y después de obrero en la Secretaría de Obras Públicas; no obstante, el amor y el interés por el arte se hace mayor en Durán día tras día.

### Carrera como músico
En 1962 visita a su primo Edilio Paredes y con él pasa a conocer los primeros estudios de grabación y empieza a crear sus composiciones.
Durán, empeñado con su inquietud de crear, elabora su primera producción en 1969, grabando su primer sencillo, "Clavelito". Tras esto conoce al productor Bienvenido Rodríguez, con quien entabla sociedad y salen juntos a vender sus álbumes por los diferentes pueblos dominicanos. Su álbum pasa a manos del sello discográfico Karen Récords, con quienes firma un contrato de tres años y da a conocer otros temas como «Navidad con mi madre», «A ti no te quiero» y «Rosita y el Chucucha».
Durán firmó con otra discográfica en 1972, comprometiéndose a grabar durante dos años con José Luis Records. Entre los temas grabados están: «Tu carnaval pasó», «O él o yo», «Te equivocaste» y «Te cambié por otra», entre otros.
En 1974 se interesa por él el sello discográfico Unidad Records, que le hace una oferta interesante por medio de la cual se da a conocer internacionalmente con sus temas «Soy tu receta», «Yo no soy malo», «El fin de los gordos» y «No te voy a rogar», entre otros. En ese tiempo también canta merengue con el combo de Aníbal Bravo y la Típica Dominicana.
En 1976 Durán graba material con sus propios recursos y le vende los derechos de reproducción a Mañón Records, con temas conocidos como «Abusadora», «La Gorra no se me cae» o «El precio de tu amor». Más tarde realiza su primera gira por los Estados Unidos en 1978, visitando Manhattan, Bronx, Queens, Brooklyn y Connecticut.
En 1985 surge en él, la idea de hacer algunos cambios a la bachata, una nueva dimensión y un ritmo peculiar más contagioso, pues su creación lo lleva a transformarla en un estilo diferente, agregándole guitarra electrónica, percusión, trombón, sintetizador y piano. A finales de este año firma su quinto acuerdo por tres años con el sello discográfico Kubaney Records, con el que comienza una nueva dimensión y graba un estilo único con temas como «La arepa», «El hueso», «El tornillo», «El salón de belleza» y «Qué le pasa a Nico», entre otros. Por todo ello se le conoce como "el padre de la bachata moderna".
En 1986 grabó «El motorcito» y «Consejo a las mujeres». Desde principios de la década de 1990 ningún bachatero comercialmente significante grabó con requinto acústico. La canción de hecho no era una bachata, sino un merengue; de este modo se forma "Blas Durán y Los Peluches" Junto a su hijo Blas Duran JR. A finales de 1986 hace su segunda gira por Puerto Rico, Miami, Washington D. C., Los Ángeles, California, y Las Vegas.
Por lo pintoresco de su personalidad y sus letras de doble sentido, la casa discográfica de Juan y Nelson Récords le firma un acuerdo por cinco años, dando a conocer temas como «El gago Plebe», «El muñeco», «El conejo de la vecina», «La rica pobre» (ranchera), y otros. A mediados del mismo año lo contratan para hacer la tercera gira por toda Europa, actuando en lugares como, Alemania, Austria, Bélgica, España, Finlandia, Francia, Grecia, Holanda, Italia, Rusia y Suiza, logrando ganar la atención del público por su divertida forma de cantar.
Luego conoce una nueva faceta en su vida, en el 1990 entra en la TV como productor y dueño de su propio programa de humor, llamado “Noticiario Desinformativo”, que se transmitía por el entonces Canal 6, actualmente Canal 5 Telemicro, del empresario dominicano Juan Ramón Gómez Díaz, lo que abrió las puertas a la mayoría de jóvenes talentos de la actual comedia dominicana, plantando camino a figuras como Raymond Pozo, Miguel Céspedes, Frank Suero, Félix Peña, Rafael Alduey, Bolivita, Rafy Pérez, y un sinnúmero de otros nuevos.
En 1993, la compañía internacional Discomundo Récords, le ofrece firmar un acuerdo donde pactan por dos años, donde da a conocer temas como «Qué se cree Juanita», «El total», «Dominicano soy», «Es una ladrona», «La quiero un millón», «Llegó tu motorista», «Qué bien lo hiciste», «El chinero», «Pelando pa’ que otro chupe», «Con to' y pluma», «Dónde están esos amores», entre otros. Al principio de diciembre del mismo año sale su cuarta gira, actuando para varios países como, Bahamas, Costa Rica, El salvador, Granada, Curazao, Guatemala, Hondura, Bonaire, San Thomas, Jamaica, Panamá, Aruba, Chile, y Ecuador.
Ha grabado dúos en diferentes producciones con músicos dominicanos tales como: Rafael Martínez & Orquesta, Johnny Ventura, Tatico Henríquez, El Ciego de Nagua, Joseíto Mateo, Leonardo Paniagua, Luis Segura, Cuco Valoy, entre otros. También varios cantantes populares grabaron sus composiciones, como: Jerry Vargas («El huevero»), Freddy Kenton («La bola solitaria»), Primitivo Santos («Ese es más feo que yo»), Marcos Caminero («La rifera»), José Manuel Calderón («Te equivocaste»), Leonardo Paniagua («Anoche me amargué»), Nicol Peña («Qué se cree Juanita»), El chaval de La Bachata y Joe Veras («¡Qué bien lo hiciste!»).
Ha convivido con siete mujeres en su vida y ha procreado 12 hijos, seis niñas y seis varones, siendo el mayor Sammy Durán quien le ha seguido los pasos, formando su propia agrupación, "Elegancia Típica", reside en Estados Unidos.
A mediados del 2007 graba un popurrí con Chino Aguacate en Nueva York de sus más grandes éxitos.
Finalmente entrega su carrera artística a la empresa AQD Entertainment representada por su presidente, quien a la vez es su primo, Lic. Andrés Durán.

## Discografía
- El peligroso Vol. 3 (1978)
- El rico sabor del merengue (1978)
- El doctorcito (1978)
- Blas Durán (1979)
- Orquesta la Nueva Fuerza (1980)
- El peligroso Vol. 4 (1980)
- ¡Conquistando! (1981)
- Cuánto valen tus caricias (1981)
- El peligroso (1982)
- El consejo a las mujeres (1985)
- El ripio de peso (1988)
- El palito (1988)
- De nuevo (1989)
- A rojo vivo (1990)
- El carnicero (1991)
- Bachata pueblo (1992)
- El Piogán (1993)
- La mujer que baila (1995)
- Merengue loco (1997)
- Más serio que nunca (2000)
- La vara (2005)[8]

### Compilaciones
- El peligroso Vol. 1: 15 éxitos (1984)
- 15 éxitos (1988)
- Estelares de Blas Durán (1997)
- Época de oro (1998)

### Reediciones
- El peligroso (2002)